# Município de Hubbard (condado de Trumbull, Ohio)
O município de Hubbard (em inglês: Hubbard Township) é um município localizado no condado de Trumbull no estado estadounidense de Ohio. No ano de 2010 tinha uma população de 13.528 habitantes e uma densidade populacional de 212,71 pessoas por km².

## Geografia
O município de Hubbard encontra-se localizado nas coordenadas 41° 10′ 05″ N, 80° 34′ 02″ O. Segundo a Departamento do Censo dos Estados Unidos, o município tem uma superfície total de 63.6 km², da qual 63.31 km² correspondem a terra firme e (0.44%) 0.28 km² é água.

## Demografia
Segundo o censo de 2010, tinha 13.528 habitantes residindo no município de Hubbard. A densidade populacional era de 212,71 hab./km². Dos 13.528 habitantes, o município de Hubbard estava composto pelo 95.92% brancos, o 2.18% eram afroamericanos, o 0.08% eram amerindios, o 0.23% eram asiáticos, o 0.04% eram insulares do Pacífico, o 0.25% eram de outras raças e o 1.3% pertenciam a dois ou mais raças. Do total da população o 1.2% eram hispanos ou latinos de qualquer raça.